# Verbascum benthamianum
Verbascum benthamianum är en flenörtsväxtart som beskrevs av F.N. Hepper. Verbascum benthamianum ingår i släktet kungsljus, och familjen flenörtsväxter. Inga underarter finns listade i Catalogue of Life.